# Maria Karastamati
Maria Karastamati (Grecia, 10 de diciembre de 1984) es una atleta griega especializada en la prueba de 60 m, en la que consiguió ser medallista de bronce europea en pista cubierta en 2005.

## Carrera deportiva
En el Campeonato Europeo de Atletismo en Pista Cubierta de 2005 ganó la medalla de bronce en los 60 metros, con un tiempo de 7.25 segundos, tras la belga Kim Gevaert (oro con 7.16 segundos) y su paisana griega Yeoryia Kokloni (plata con 7.18 segundos).